# الحثل العضلي لإيمري دريفوس
الحثل العضلي لإيمري دريفوس (EDMD) هو نوع من أنواع الحثل العضلي، وهو عبارة عن مجموعة من الأمراض الوراثية التي تسبب ضعفًا تدريجيًا للعضلات. يؤثر الحثل العضلي لإيمري دريفوس على العضلات المستخدمة للحركة (العضلات الهيكلية)، ما يسبب ضمورًا وضعفًا وتقلصات. يؤثر هذا المرض دائمًا على القلب، الأمر الذي يسبب إيقاعات غير طبيعية، أو قصور القلب، أو توقف القلب المفاجئ. وهو نادر، حيث يصيب 0.39 لكل 100,000 (1 لكل 250,000) شخص. سمي على اسم آلان إجلين إيمري وفريتز إي دريفوس.

## تصنيف
يمكن تصنيف الحثل العضلي لإيمري-دريفوس إلى أقسام فرعية حسب نمط الوراثة: مرتبط بالكروموسوم X، وصبغي جسمي سائد، وصبغي جسمي متنحي.
- جسمي سائد: مشاكل في القلب مع ضعف (وهزال) العضلات الهيكلية وتقلصات وتر العرقوب.[8]
- مرتبط بالكروموسوم X: نتيجة طفرة جين EMD، والتي تتميز بإصابة القلب.[9]
- جسمية متنحية: تتميز بمشاكل في القلب، مثل عدم انتظام ضربات القلب.[10][11]

## العلامات والأعراض
يتكون الثالوث الكلاسيكي من الحثل العضلي لإيمري دريفوس من التقلصات المبكرة، وضعف العضلات، وتأثر القلب، والذي يظهر عادةً في مرحلة المراهقة.
غالبًا ما تظهر التقلصات قبل الضعف، ويمكن أن تكون أكثر إعاقة. ثم تميل إلى تثبيت المرفق في وضع الانثناء والكاحل في وضع الثني الأخمصي عن طريق تقصير وتر العرقوب. يتأثر العمود الفقري أيضًا، مع ثني محدود للرقبة في البداية، وفي النهاية يمكن أن يصبح العمود الفقري بأكمله ثابتًا في الامتداد، ويشار إليه بالعمود الفقري الصلب. ونادرًا ما تحدث تقلصات المرفق والرقبة في أمراض أخرى. وفي نهاية المطاف، قد تكون هناك حاجة إلى جراحة العظام (المشاية، والعصا).
يتقدم الضعف ببطء ويصيب بشكل تفضيلي العضلات التي تعلو عظم العضد (العضلة ذات الرأسين والعضلة ثلاثية الرؤوس) وتلك الموجودة في الجزء الخارجي من أسفل الساق (الشظوية). في وقت لاحق، يمكن أن تضعف العضلات التي تحدد موضع لوح الكتف، ما يكمل النمط الذي يسمى العضلة الكتفية العضدية. ضعف المثبتات الكتفية يمكن أن يسبب لوح الكتف المجنح، والذي يمكن أن يضعف القدرة على رفع الذراعين فوق الرأس ويمكن أن يكون مؤلمًا. يمكن أن يؤدي ضعف العضلات الشظوية إلى المشي على أصابع القدم، والذي يمكن أن يظهر في العقد الأول من العمر. يمكن أن تتأثر عضلات الوجه واليدين والفخذين، ولكن بشكل أقل. من الممكن أن يحدث تضخم في ربلة الساق.
تحدث إصابة القلب في جميع الحالات تقريبًا، وتظهر على شكل إغماء في العقد الثاني أو الثالث، أو على شكل موت قلبي مفاجئ. يمكن أن يؤدي ذلك إلى العديد من حالات عدم انتظام ضربات القلب، والتي تتطلب جهاز تنظيم ضربات القلب غالبًا عند عمر 30 عامًا. تشمل حالات عدم انتظام ضربات القلب المبلغ عنها بطء القلب، والرجفان الأذيني/الرفرفة، وعيب التوصيل الأذيني البطيني، والشلل الأذيني. في وقت لاحق من المرض، يمكن أن يحدث اعتلال عضلة القلب. في بعض الأحيان، تكون مشاركة القلب هي المظهر السائد للحثل العضلي لإيمري دريفوس، مع الحد الأدنى من مشاركة العضلات الهيكلية.

### الحثل العضلي لإيمري دريفوس 1
تحدث إصابة العضلات الهيكلية عادة قبل إصابة القلب. من بين الإناث الحاملات للمرض، تعاني 10-20% منهن من عدم انتظام ضربات القلب أو النقل، مع زيادة خطر الموت القلبي المفاجئ.

### الحثل العضلي لإيمري دريفوس 2
مسار مرض الحثل العضلي لإيمري دريفوس 2 أكثر خطورة من الحثل العضلي لإيمري دريفوس 1، بالمقارنة مع الحثل العضلي لإيمري دريفوس 1، من المرجح أن تكون الأعراض القلبية هي المظهر الأولي. يمكن أن يؤدي الحثل العضلي لإيمري دريفوس 2 إلى نطاق أوسع بكثير من الأمراض، كما أن شدة ضعف العضلات أقل قابلية للتنبؤ بها. ومع ذلك، عادةً ما يتقدم ضعف العضلات ببطء في العقود الثلاثة الأولى، مع زيادة معدل التقدم بعد ذلك.